# Josie Horton
Josephine Louise „Josie” Horton (ur. 17 listopada 1978 w Croydon) – brytyjska judoczka. Olimpijka z Barcelony 1992, gdzie zajęła piąte miejsce w kategorii 72 kg. Piąta na mistrzostwach Europy w 1992, 1994, 1995 i 1996 roku. 
- Turniej w Barcelonie 1992

Wygrała z Sandrą Bacher z USA, Soraią André z Brazylii i Reginą Schuettenhelm z Niemiec, a przegrała z Kim Mi-jung z Korei Południowej i Laetitią Meignan z Francji.